# Роскоммон (графство)
Роско́ммон (англ. Roscommon, ірл. Ros Comáin) — графство в Ірландії. Відноситься до т.з. Західного Регіону (англ. West Region), до якого також входять графства Ґолвей та Мейо, включаючи міську раду міста Ґолвей. Адміністративно графство також є частиною провінції Коннахт, що об'єднує п'ять графств, додаючи до трьох згаданих Слайґо та Літрім. Назву графство отримало від міста Роскоммон, яке також є його столицею і найбільшим містом. Згідно з переписом населення 2011 року кількість мешканців графства на цей рік становила 64 065 чоловік.